# 岩本光弘
岩本 光弘（いわもと みつひろ、1966年12月27日 - ）は、視覚障害を抱える日本の鍼灸師、ヨットマン、ライフコーチ。

## 来歴
熊本県牛深市（現・天草市）出身。幼年期は弱視を持っており、小学校から野球部に入部しプレーしていたが、13歳の時に内野守備のゴロが捕球出来なくなり、その後日常生活でも支障を来たし、先天性弱視と診断され残存視力を失い始める。16歳で全盲となり、人生を悲観し自殺も試みたが、「目が見えなくなったのには意味があり。健常者でも、生きる目的を逸してる人間は沢山存在している」と岩本を気に掛けてくれた伯父の言葉を思い出し、熊本県立盲学校に進学。
在学中に理科担当教諭の影響を受けてアマチュア無線にハマり、アマチュア無線から聞こえる英語に興味を持ち、健常者の一般の高校生と交流したいと願望し、YMCAの英会話スクールに通った。
1988年3月、同校卒業後の同年4月、筑波大学理療科教員養成施設に進学し上京。1年次の22歳の時にアルバイト資金と奨学金を獲得し、筑波大を休学しサンフランシスコ州立大学へ単身留学。当時の最先端概念であった、インクルーシブ教育について学習。2年後に留学から帰国後以後、1992年3月、筑波大学卒業後の同年4月、25歳で母校の系列校である、筑波大学附属盲学校鍼灸手技療法科の針灸教員に就任。
その後、前述のYMCAの英会話スクールで英会話講師の友人であった米国人女性と交際し、5年後の1996年に結婚。
2002年、35歳の時に夫婦で稲毛海岸を散歩してた際、マリーナを見掛けて、岩本の妻はヨットの操船経験があるため、飛び込みで借りられないか尋ねると、千葉障害者セーリング協会が主催している、障害者と健常者が一緒にヨットを楽しむ「ヨットエイド千葉」の活動が行われていることを知り、ヨットエイド千葉を通して岩本はヨットにのめり込む事となり、当時は東京都内に居を構えていたが、千葉県に転居。ヨットの操船技術に磨きを掛けて、たった5年でベスト3に入り、2006年ブラインドセーリング世界選手権大会に日本代表として出場し、日本ブラインドセーリング協会理事も務めた。
第一子である娘が誕生し、娘が1歳の時に「鍼灸師としてアメリカで挑戦してみたい」と思う様になり、娘の教育を鑑み、39歳の時に鍼灸院開業を目論見てヨットが盛んである、現在の住居が所在するカリフォルニア州サンディエゴに移住。鍼灸院を開業し、アメリカ国籍の多数は鍼に恐怖心を抱いてる人が多いため、指で針を打つ「指針術」をメインに展開している。
2011年12月、愛読しているヨット・ボート雑誌の『月刊KAZI』2012年1月号のコラムを読んで自身が太平洋無寄港横断の企画を持ち込む。
以後、2013年からトライアスロンにも挑戦し、アリゾナ州で開催されるアイアンマントライアスロンに出場している。
2019年7月25日、第24回 植村直己冒険賞、国土交通省 第12回海洋立国推進功労者表彰  「海洋立国日本の推進に関する特別な功績」分野を受賞した。
2021年台湾のChou, Ta-Kuan Cultural & Educational Foundation(周大観文教基金会）が主催する24th Fervent Global Love of Lives 
Award 2021を受賞した。 

## 出演番組

### テレビ
- BS1スペシャル 光さす海へ〜世界初!全盲ヨットマンの太平洋横断〜（NHK BS1） - 2019年6月30日

### ラジオ
- 辛坊治郎ズーム そこまで言うか!（ニッポン放送） - 2015年5月30日、9月19日、2016年10月1日
- 大竹まこと ゴールデンラジオ!（文化放送） - 2018年5月18日
- 伊集院光とらじおと（TBSラジオ） - 2019年7月8日
- 山形純菜 プレシャスサンデー（TBSラジオ） - 2019年4月21日
- 視覚障害ナビ・ラジオ（NHKラジオ第2） - 2019年5月26日
- 小鳩の愛 ～eye～（ラジオ日本） - 2019年8月4日 - 25日

## 著作
- 『見えないからこそ見えた光 絶望を希望に変える生き方』ユサブル、2019年2月8日。ISBN 978-4-909249-20-3。